# Oligia illocata
Oligia illocata är en fjärilsart som beskrevs av Walker 1857. Oligia illocata ingår i släktet Oligia och familjen nattflyn. Inga underarter finns listade i Catalogue of Life.

## Bildgalleri

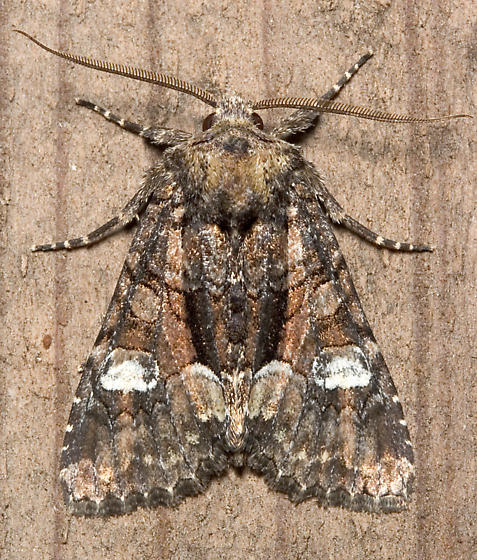